# NGC 6175
NGC 6175 este o radiogalaxie situată în constelația Hercule. A fost descoperită în  de către . Se află la o distanță de 124,31 de megaparseci de Pământ.